# Noia (Comarca)
Die Comarca Noia (spanisch Noya) ist eine Verwaltungseinheit Galiciens. Die Fläche von 325,18 km² entspricht 1,10 % der Fläche Galiciens.

## Gemeinden
| Gemeinde     | Einwohner (2024) | Fläche km² | Dichte Einw./km² | Cod INE | Postleitzahl |
| ------------ | ---------------- | ---------- | ---------------- | ------- | ------------ |
| Lousame      | 3.099            | 93,65      | 33               | 15042   | 15214        |
| Noia         | 14.092           | 37,21      | 379              | 15057   | 15200        |
| Outes        | 6.049            | 99,74      | 61               | 15062   | 15230        |
| Porto do Son | 9.064            | 94,58      | 96               | 15071   | 15970        |
| Comarca Noia | 32.304           | 325,18     | 99               | –       | –            |